# Joaquim Moreira Júnior
Joaquim Moreira Júnior é um político brasileiro do estado de Minas Gerais.
Atuou como deputado estadual em Minas Gerais na 1ª Legislatura (1947 - 1951), substituindo alguns deputados afastados do PTB.
Foi eleito deputado estadual na Assembleia Legislativa de Minas Gerais para a 2ª Legislatura (1951 - 1955), pelo PTB, sendo empossado apenas em 17 de maio de 1951, após uma revisão na apuração das eleições de 3/10/1950.